# Ferdynand VI
Ferdynand VI (ur. 23 września 1713 w Madrycie, zm. 10 sierpnia 1759 w Villaviciosa de Odón) – król Hiszpanii w latach 1746–1759 z dynastii Burbonów. Syn króla Hiszpanii Filipa V i Marii Ludwiki Sabaudzkiej, księżniczki Sardynii.
Jego młodość nie należała do najszczęśliwszych. Druga żona jego ojca – Elżbieta Farnese była kobietą despotyczną, a uczuciem darzyła jedynie swoje dzieci, swojego pasierba zaś traktowała jako przeszkodę na jej drodze. W 1729 Ferdynand poślubił Marię Barbarę de Braganza – córkę króla Portugalii, Jana V Braganzy. Maria Barbara była brzydka i podobno Ferdynand przeżył szok, kiedy zobaczył ją po raz pierwszy. Para nie miała dzieci.

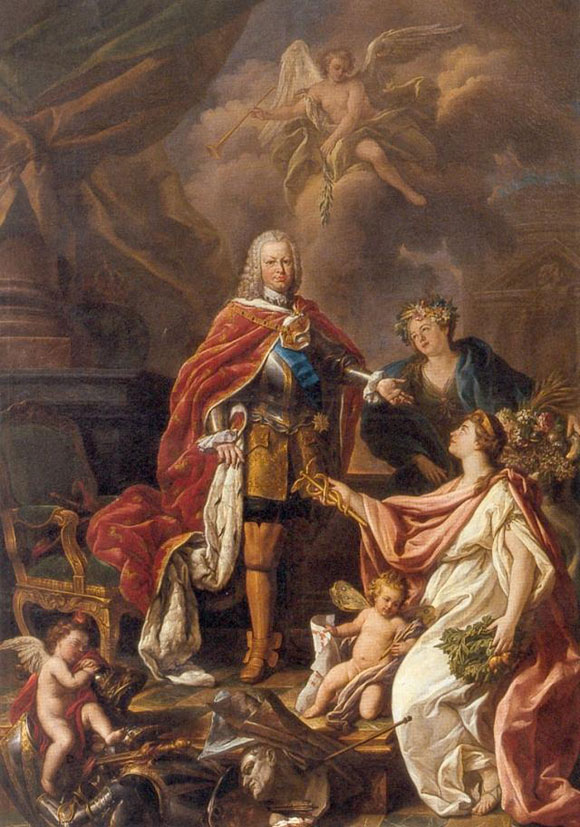
Ferdynand VI Hiszpański jako protektor sztuk

Ferdynand miał melancholijne usposobienie, był też nieśmiały i nie ufał swoim zdolnościom. W pewnym stopniu kierowała nim żona i jego spowiednik, ojciec Ravago. Jako król prowadził politykę pokojową i neutralną. Wystrzegał się prowadzenia wojen z Francją lub Anglią. Wprowadził jednak wiele reform, m.in.: spis gruntów i nieruchomości, uregulował stosunki z Państwem Kościelnym, podpisując w 1753 konkordat. Wśród jego ministrów ważne miejsce zajmował Ensenada, który podejmował wiele działań reformatorskich.
W jego życiu prywatnym wszystko musiało być uporządkowane. Ferdynand nie lubił podejmować żadnych decyzji i zawsze w czasie konfliktów – wycofywał się jako pierwszy. Był niezdolny do pracy zespołowej. Jego jedynymi pasjami było strzelanie i muzyka. Ferdynand był hojnym patronem słynnego śpiewaka – Farinelli, którego głos potrafił ukoić jego melancholię. Śmierć Marii Barbary złamała mu serce, ponieważ zdążył bardzo się do niej przywiązać. Od momentu jej śmierci (w 1758) pogrążony był w stanie odrętwienia – nie ubierał się, nie golił, nie mył i tak spacerował po parku – ubrany w koszulę nocną.

## Genealogia
| 4. Ludwik Wielki Delfin   |  |                            |  |  |                 |
|                           |  | 2. Filip V                 |  |  |                 |
| 5. Maria Anna Wittelsbach |  |                            |  |  |                 |
|                           |  |                            |  |  | 1. Ferdynand VI |
| 6. Wiktor Amadeusz II     |  |                            |  |  |                 |
|                           |  | 3. Maria Ludwika Sabaudzka |  |  |                 |
| 7. Maria Anna Orleańska   |  |                            |  |  |                 |
|                           |  |                            |  |  |                 |